# Nikolaj Telesjov
Nikolaj Dmitrijevitj Telesjov (ryska: Николай Дмитриевич Телешов), född 10 november (gamla stilen: 29 oktober) 1867 i Moskva, död där 14 mars 1957, var en rysk (sovjetisk) författare.
Telesjov, som var uppvuxen i ett burget köpmanshem, ägnade sig efter vidsträckta resor i Kaukasien och Sibirien sig åt novellistik, som röjer fin iakttagelseförmåga och varmhjärtad livsuppfattning. Han tillhörde Maksim Gorkijs "Znanie"-krets. 
Berättelseprov av Telesjov finns i antologin "Dödens tystnad: Nya ryska noveller" sammanställd av Alfred Jensen (1905).
I samlingen "Za Ural" (1897) berättar han bland annat om de svenska officerare som efter slaget vid Poltava satt i fångenskap i Tobolsk och den kulturgärning de gjorde genom att bedriva skola där. (Se även svensk pietism under den ryska fångenskapen.)